# Налатамби Наваратнараджа
Налатамби Наваратнараджа е професионален дипломат на Шри Ланка.
Завършва университета в Перадения, Цейлон. Заема следните задгранични дипломатически постове:
- посланик в Сърбия, и за България (от 2006 г.)
- посланик в Белгия, и за Люксембург и Португалия (1998 – ноември 1999)
- посланик в Япония (1995 – 1998)
- посланик в Ирак (1985 – 1989)